# 제드 휘던
제드 터커 휘던(영어: Jed Tucker Whedon, 1974년 7월 18일 ~ )은 미국의 가수, 작가, 각본가이다. 영화 감독 조스 휘던과 영화 각본가 잭 휘던의 동생이다. 형 조스, 아내 모리사 탠처론과 같이 영화 《어벤져스》(2012), TV 드라마 《에이전트 오브 쉴드》(2013- )을 제작하였다.